# Edinburgh Derby

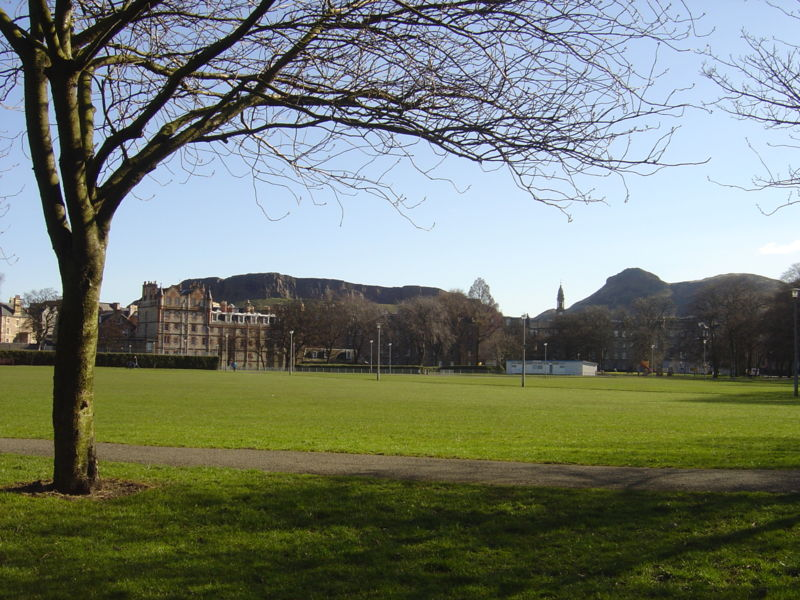
Im öffentlichen Park The Meadows fanden die ersten Partien der beiden Mannschaften statt.

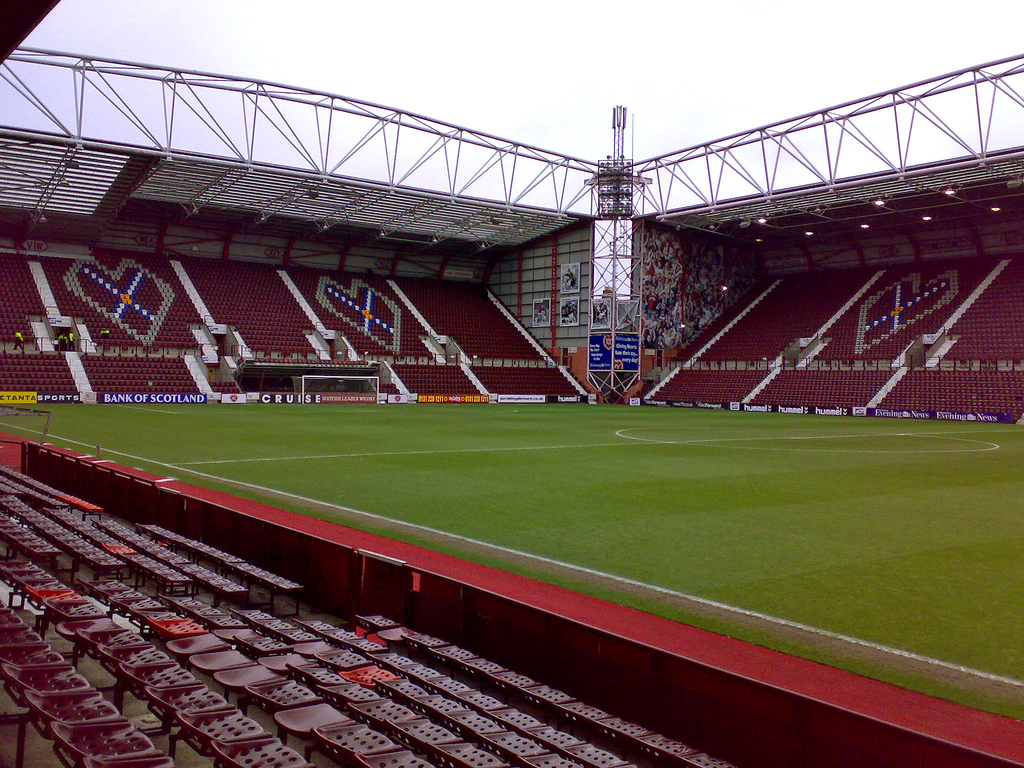
Das 1886 entstandene Tynecastle Stadium der Heart of Midlothian

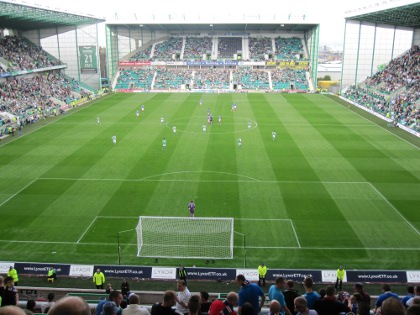
Die 1893 errichtete Easter Road der Hibernian Edinburgh

Als Edinburgh Derby werden die Stadtderbys zwischen dem 1874 gegründeten Fußballclub Heart of Midlothian (The Hearts) und den ein Jahr später entstandenen Hibernian Edinburgh (The Hibs) bezeichnet. Die Rivalität zwischen den Clubs aus der schottischen Hauptstadt Edinburgh geht bis in die Gründungszeit der Vereine zurück und ist somit eines der ältesten Fußballderbys weltweit.

## Geschichte
Die erste Begegnung fand am ersten Weihnachtstag, dem 25. Dezember 1875, im öffentlichen Park The Meadows in Edinburgh statt. Für die kurz zuvor gegründeten Hibernians war es das erste Spiel unter Wettbewerbsbedingungen. Obwohl die Hearts in den ersten 20 Minuten der Partie mit nur acht Spielern spielten, konnten sie die Begegnung mit 1:0 für sich entscheiden. Das erste Aufeinandertreffen in einem Wettbewerb fand in der 1. Runde des Scottish FA Cup 1878/79 statt. Nach einem 0:0 am 29. September 1877 bezwang Hibernian die Hearts eine Woche später im Wiederholungsspiel mit 2:1 Toren. Heart of Midlothian war Gründungsmitglied der damaligen Division One im Jahr 1890. Hibernian schaffte den Sprung in die Erstklassigkeit zur Saison 1895/96. Zum ersten Ligaduell kam es am 28. September 1895 im Tynecastle Stadium der Hearts. Die Gastgeber feierten vor 17.500 Zuschauern einen 4:3-Sieg. Sämtliche Ligaspiele wurden in den bis heute bestehenden Heimstadien Tynecastle Stadium und der Easter Road ausgetragen.
Beide Mannschaften standen sich am 14. März 1896 im Finale des Scottish FA Cup gegenüber. Das Endspiel wurde im Logie Green des FC St. Bernard’s, einem weiteren Verein aus Edinburgh, ausgetragen. Die 17.034 Besucher erlebten einen 3:1-Sieg der Hearts. Es ist bis dato das einzige Endspiel des Pokalwettbewerbes, das nicht in Glasgow stattfand. Ein zweites Pokalfinale zwischen den Mannschaften ergab sich am 19. Mai 2012: Im Glasgower Hampden Park schlug Heart of Midlothian Hibernian deutlich mit 5:1.
Traditionell werden Derbys in der schottischen Liga, wie auch das Old Firm zwischen den Glasgow Rangers und Celtic Glasgow, an Neujahr ausgetragen. Wegen der vielen Spiele und der heutigen Fernseh-Liveübertragungen ist dies nicht immer möglich, sodass auch an den kurz darauf folgenden Tagen gespielt wird. Das erste Aufeinandertreffen geht auf den 2. Januar 1905 zurück und sah einen 1:0-Sieg der Maroons im Heimspiel im Tynecastle Stadium. Eines der herausragendsten New Year Derby fand am 1. Januar 1973 statt. Hibernian fügte den Hearts eine deutliche 0:7-Heimniederlage zu. Die Partie am 2. Januar 1950 lockte die bis heute bestehende Rekordkulisse von 65.860 Zuschauern an die Easter Road. Die höchste Zuschauerzahl bei einem Heimspiel der Heart of Midlothian stammt vom Neujahrstag 1955. Den 5:1-Sieg der Heimmannschaft gegen die Hibs verfolgten 49.000 Zuschauer im Tynecastle Stadium.
Insgesamt gab es bisher 70 Spiele an und um Neujahr. Derzeit ist die Bilanz mit jeweils 22 Siegen der beiden Teams sowie 26 Unentschieden ausgeglichen. Von 1939 bis 1946 ruhte wegen des Zweiten Weltkrieges die erste Liga. Ein Spielbetrieb fand nur in regionalen Ligen statt.
Bis auf wenige, kurze Unterbrechungen waren beide Clubs erstklassig. Die Hibs mussten vier, (1931–1933, 1980–1981, 1998–1999, 2014–2017) die Hearts fünf Mal, (1977–1978, 1979–1980, 1981–1983, 2014–2015, 2020–2021) den Weg in die Zweitklassigkeit antreten.
In der Saison 2013/14 ereilte beide Vereine der Abstieg aus der Scottish Premiership. Die Hibs konnten in den letzten 18 Spielen der Haupt- und Abstiegsrunde nur einen Sieg erringen. In der dritten Relegationsrunde scheiterten sie, nach einem 0:2 zu Hause im Hinspiel und 2:0 in der regulären Spielzeit, mit 3:4 im Elfmeterschießen an Hamilton Academical. Nach nur sieben Monaten wurde Trainer Terry Butcher entlassen.
Die Hearts mussten vor der Saison aufgrund von Schulden in Höhe von 29 Millionen Euro einen Insolvenzverwalter einsetzen und wurden von der Liga mit einem Abzug von 15 Punkten in die Spielzeit geschickt. Da man die Gehälter der Spieler nicht zahlen konnte, durften zudem keine neuen Spieler verpflichtet werden. Man beendete die Saison in der Abstiegsrunde als Tabellenletzter abgeschlagen mit zwölf Punkten Rückstand auf Stadtrivale Hibernian. Ausgelöst wurde die finanzielle Krise durch den Besitzer Wladimir Romanow. Zur Rettung des Vereins gründeten sich Initiativen wie Heart of Midlothian Supporters Trust und die Stiftung Foundation of Hearts. Mit Hilfe von Geschäftsfrau Ann Hudge, Queen of Hearts genannt, die Aktien des Vereins für schätzungsweise knapp 2,5 Millionen Pfund aufkaufte, erhielt die Foundation of Hearts den Zuschlag. Die Stiftung muss der langjährigen Dauerkarteninhaberin das geliehene Geld zurückzahlen, aber frühestens nach Ablauf von zwei Jahren. Die Foundation of Hearts hat fünf Jahre Zeit um sechs Millionen Pfund für die komplette Übernahme des Vereins aufzubringen.

## Statistik
In den offiziellen Liga-, Pokal- und Ligapokalwettbewerben trafen die beiden Vereine über 300 Mal aufeinander. Hinzu kommt noch einmal etwa die gleiche Zahl an Freundschaftsspielen, regionalen Pokalwettbewerben und Turnieren wie der East of Scotland Shield (seit 1875), der Rosebery Charity Cup (1882–1945), der Wilson Cup (1905–1946) oder der Dunedin Cup (1909–1933).
| Stand: 2. März 2025 | Heart of Midlothian | – | Hibernian Edinburgh |

| Wettbewerb | Spiele | Siege | Remis | Siege | Tore    |
| --- | ------ | ----- | ----- | ----- | ------- |
| Scottish Division One Scottish Premier Division Scottish Premier League Scottish Premiership Scottish Championship | 296    | 126   | 94    | 77    | 462:353 |
| Scottish FA Cup | 40     | 18    | 9     | 13    | 68:48   |
| Scottish League Cup                                                                                                | 6      | 5     | 0     | 1     | 13:5    |
| |        |       |       |       |         |
| Gesamt | 342    | 149   | 103   | 91    | 543:406 |

## Spiele im Ligabetrieb
| Nr.  | Saison                            | Datum         | Heim                | Gast                | Ergebnis | Austragungsort     | Zuschauer |
| ---- | --------------------------------- | ------------- | ------------------- | ------------------- | -------- | ------------------ | --------- |
| 01.  | Scottish Division One 1895/96     | 28. Sep. 1895 | Heart of Midlothian | Hibernian Edinburgh | 4:3      | Tynecastle Stadium | 17.500    |
| 02.  | Scottish Division One 1895/96     | 21. Dez. 1895 | Hibernian Edinburgh | Heart of Midlothian | 3:2      | Easter Road        | 4.500     |
| 03.  | Scottish Division One 1896/97     | 26. Sep. 1896 | Hibernian Edinburgh | Heart of Midlothian | 2:0      | Easter Road        | 12.000    |
| 04.  | Scottish Division One 1896/97     | 5. Dez. 1896  | Heart of Midlothian | Hibernian Edinburgh | 1:0      | Tynecastle Stadium | 10.500    |
| 05.  | Scottish Division One 1897/98     | 18. Sep. 1897 | Hibernian Edinburgh | Heart of Midlothian | 1:1      | Easter Road        | 14.000    |
| 06.  | Scottish Division One 1897/98     | 18. Dez. 1897 | Heart of Midlothian | Hibernian Edinburgh | 3:2      | Tynecastle Stadium | 7.000     |
| 07.  | Scottish Division One 1898/99     | 8. Okt. 1898  | Heart of Midlothian | Hibernian Edinburgh | 4:0      | Tynecastle Stadium | 14.000    |
| 08.  | Scottish Division One 1898/99     | 29. Okt. 1898 | Hibernian Edinburgh | Heart of Midlothian | 1:5      | Easter Road        | 11.000    |
| 09.  | Scottish Division One 1899/1900   | 28. Okt. 1899 | Hibernian Edinburgh | Heart of Midlothian | 1:0      | Easter Road        | 9.000     |
| 010. | Scottish Division One 1899/1900   | 25. Nov. 1899 | Heart of Midlothian | Hibernian Edinburgh | 1:3      | Tynecastle Stadium | 7.500     |
| 011. | Scottish Division One 1900/01     | 1. Sep. 1900  | Hibernian Edinburgh | Heart of Midlothian | 3:0      | Easter Road        | 10.500    |
| 012. | Scottish Division One 1900/01     | 13. Okt. 1900 | Heart of Midlothian | Hibernian Edinburgh | 0:0      | Tynecastle Stadium | 6.500     |
| 013. | Scottish Division One 1901/02     | 17. Aug. 1901 | Heart of Midlothian | Hibernian Edinburgh | 2:1      | Tynecastle Stadium | 5.000     |
| 014. | Scottish Division One 1901/02     | 14. Sep. 1901 | Hibernian Edinburgh | Heart of Midlothian | 1:2      | Easter Road        | 12.000    |
| 015. | Scottish Division One 1902/03     | 13. Sep. 1902 | Hibernian Edinburgh | Heart of Midlothian | 0:0      | Easter Road        | 13.000    |
| 016. | Scottish Division One 1902/03     | 11. Okt. 1902 | Heart of Midlothian | Hibernian Edinburgh | 1:1      | Tynecastle Stadium | 14.500    |
| 017. | Scottish Division One 1903/04     | 10. Okt. 1903 | Heart of Midlothian | Hibernian Edinburgh | 2:0      | Tynecastle Stadium | 12.500    |
| 018. | Scottish Division One 1903/04     | 20. Feb. 1904 | Hibernian Edinburgh | Heart of Midlothian | 2:4      | Easter Road        | 4.000     |
| 019. | Scottish Division One 1904/05     | 29. Okt. 1904 | Hibernian Edinburgh | Heart of Midlothian | 3:0      | Easter Road        | 8.000     |
| 020. | Scottish Division One 1904/05     | 2. Jan. 1905  | Heart of Midlothian | Hibernian Edinburgh | 1:0      | Tynecastle Stadium | 9.000     |
| 021. | Scottish Division One 1905/06     | 18. Sep. 1905 | Hibernian Edinburgh | Heart of Midlothian | 0:3      | Easter Road        | 15.000    |
| 022. | Scottish Division One 1905/06     | 4. Nov. 1905  | Heart of Midlothian | Hibernian Edinburgh | 1:0      | Tynecastle Stadium | 10.500    |
| 023. | Scottish Division One 1906/07     | 22. Sep. 1906 | Heart of Midlothian | Hibernian Edinburgh | 4:1      | Tynecastle Stadium | 11.500    |
| 024. | Scottish Division One 1906/07     | 1. Jan. 1907  | Hibernian Edinburgh | Heart of Midlothian | 0:0      | Easter Road        | 9.000     |
| 025. | Scottish Division One 1907/08     | 16. Nov. 1907 | Hibernian Edinburgh | Heart of Midlothian | 2:3      | Easter Road        | 12.000    |
| 026. | Scottish Division One 1907/08     | 4. Apr. 1908  | Heart of Midlothian | Hibernian Edinburgh | 1:2      | Tynecastle Stadium | 5.500     |
| 027. | Scottish Division One 1908/09     | 19. Aug. 1908 | Heart of Midlothian | Hibernian Edinburgh | 1:1      | Tynecastle Stadium | 15.000    |
| 028. | Scottish Division One 1908/09     | 7. Nov. 1908  | Hibernian Edinburgh | Heart of Midlothian | 0:1      | Easter Road        | 10.000    |
| 029. | Scottish Division One 1909/10     | 23. Okt. 1909 | Hibernian Edinburgh | Heart of Midlothian | 1:4      | Easter Road        | 14.000    |
| 030. | Scottish Division One 1909/10     | 1. Jan. 1910  | Heart of Midlothian | Hibernian Edinburgh | 1:0      | Tynecastle Stadium | 14.000    |
| 031. | Scottish Division One 1910/11     | 22. Okt. 1910 | Heart of Midlothian | Hibernian Edinburgh | 2:0      | Tynecastle Stadium | 13.500    |
| 032. | Scottish Division One 1910/11     | 2. Jan. 1911  | Hibernian Edinburgh | Heart of Midlothian | 1:0      | Easter Road        | 12.000    |
| 033. | Scottish Division One 1911/12     | 9. Dez. 1911  | Heart of Midlothian | Hibernian Edinburgh | 4:0      | Tynecastle Stadium | 12.000    |
| 034. | Scottish Division One 1911/12     | 1. Jan. 1912  | Hibernian Edinburgh | Heart of Midlothian | 0:3      | Easter Road        | 18.000    |
| 035. | Scottish Division One 1912/13     | 28. Sep. 1912 | Heart of Midlothian | Hibernian Edinburgh | 1:0      | Tynecastle Stadium | 20.500    |
| 036. | Scottish Division One 1912/13     | 16. Apr. 1913 | Hibernian Edinburgh | Heart of Midlothian | 0:3      | Easter Road        | 4.000     |
| 037. | Scottish Division One 1913/14     | 8. Nov. 1913  | Hibernian Edinburgh | Heart of Midlothian | 1:2      | Easter Road        | 21.000    |
| 038. | Scottish Division One 1913/14     | 14. Feb. 1914 | Heart of Midlothian | Hibernian Edinburgh | 3:1      | Tynecastle Stadium | 16.000    |
| 039. | Scottish Division One 1914/15     | 5. Dez. 1914  | Heart of Midlothian | Hibernian Edinburgh | 3:1      | Tynecastle Stadium | 12.000    |
| 040. | Scottish Division One 1914/15     | 27. Feb. 1915 | Hibernian Edinburgh | Heart of Midlothian | 2:2      | Easter Road        | 16.000    |
| 041. | Scottish Division One 1915/16     | 20. Sep. 1915 | Hibernian Edinburgh | Heart of Midlothian | 1:2      | Easter Road        | 10.000    |
| 042. | Scottish Division One 1915/16     | 17. Apr. 1916 | Heart of Midlothian | Hibernian Edinburgh | 1:3      | Tynecastle Stadium | 5.000     |
| 043. | Scottish Division One 1916/17     | 18. Sep. 1916 | Heart of Midlothian | Hibernian Edinburgh | 2:1      | Tynecastle Stadium | 5.500     |
| 044. | Scottish Division One 1916/17     | 16. Apr. 1917 | Hibernian Edinburgh | Heart of Midlothian | 0:2      | Easter Road        | 5.000     |
| 045. | Scottish Division One 1917/18     | 1. Sep. 1917  | Heart of Midlothian | Hibernian Edinburgh | 1:0      | Tynecastle Stadium | 7.500     |
| 046. | Scottish Division One 1917/18     | 2. Feb. 1918  | Hibernian Edinburgh | Heart of Midlothian | 1:3      | Easter Road        | 8.000     |
| 047. | Scottish Division One 1918/19     | 19. Okt. 1918 | Hibernian Edinburgh | Heart of Midlothian | 1:3      | Easter Road        | 3.000     |
| 048. | Scottish Division One 1918/19     | 11. Jan. 1919 | Heart of Midlothian | Hibernian Edinburgh | 3:1      | Tynecastle Stadium | 12.000    |
| 049. | Scottish Division One 1919/20     | 15. Sep. 1919 | Hibernian Edinburgh | Heart of Midlothian | 2:4      | Easter Road        | 18.000    |
| 050. | Scottish Division One 1919/20     | 1. Jan. 1920  | Heart of Midlothian | Hibernian Edinburgh | 1:3      | Tynecastle Stadium | 22.000    |
| 051. | Scottish Division One 1920/21     | 28. Aug. 1920 | Heart of Midlothian | Hibernian Edinburgh | 5:1      | Tynecastle Stadium | 27.500    |
| 052. | Scottish Division One 1920/21     | 1. Jan. 1921  | Hibernian Edinburgh | Heart of Midlothian | 3:0      | Easter Road        | 26.000    |
| 053. | Scottish Division One 1921/22     | 10. Sep. 1921 | Hibernian Edinburgh | Heart of Midlothian | 2:1      | Easter Road        | 20.000    |
| 054. | Scottish Division One 1921/22     | 2. Jan. 1922  | Heart of Midlothian | Hibernian Edinburgh | 0:2      | Tynecastle Stadium | 30.500    |
| 055. | Scottish Division One 1922/23     | 23. Sep. 1922 | Heart of Midlothian | Hibernian Edinburgh | 2:2      | Tynecastle Stadium | 31.500    |
| 056. | Scottish Division One 1922/23     | 1. Jan. 1923  | Hibernian Edinburgh | Heart of Midlothian | 2:1      | Easter Road        | 25.000    |
| 057. | Scottish Division One 1923/24     | 8. Sep. 1923  | Hibernian Edinburgh | Heart of Midlothian | 1:1      | Easter Road        | 20.000    |
| 058. | Scottish Division One 1923/24     | 1. Jan. 1924  | Heart of Midlothian | Hibernian Edinburgh | 1:1      | Tynecastle Stadium | 26.000    |
| 059. | Scottish Division One 1924/25     | 18. Okt. 1924 | Heart of Midlothian | Hibernian Edinburgh | 2:0      | Tynecastle Stadium | 33.500    |
| 060. | Scottish Division One 1924/25     | 1. Jan. 1925  | Hibernian Edinburgh | Heart of Midlothian | 2:1      | Easter Road        | 25.000    |
| 061. | Scottish Division One 1925/26     | 17. Okt. 1925 | Hibernian Edinburgh | Heart of Midlothian | 0:0      | Easter Road        | 20.000    |
| 062. | Scottish Division One 1925/26     | 1. Jan. 1926  | Heart of Midlothian | Hibernian Edinburgh | 1:4      | Tynecastle Stadium | 33.000    |
| 063. | Scottish Division One 1926/27     | 30. Okt. 1926 | Heart of Midlothian | Hibernian Edinburgh | 2:2      | Tynecastle Stadium | 25.500    |
| 064. | Scottish Division One 1926/27     | 1. Jan. 1927  | Hibernian Edinburgh | Heart of Midlothian | 2:2      | Easter Road        | 27.000    |
| 065. | Scottish Division One 1927/28     | 15. Okt. 1927 | Hibernian Edinburgh | Heart of Midlothian | 2:1      | Easter Road        | 31.000    |
| 066. | Scottish Division One 1927/28     | 2. Jan. 1928  | Heart of Midlothian | Hibernian Edinburgh | 2:2      | Tynecastle Stadium | 36.000    |
| 067. | Scottish Division One 1928/29     | 20. Okt. 1928 | Heart of Midlothian | Hibernian Edinburgh | 1:1      | Tynecastle Stadium | 28.000    |
| 068. | Scottish Division One 1928/29     | 1. Jan. 1929  | Hibernian Edinburgh | Heart of Midlothian | 1:0      | Easter Road        | 25.000    |
| 069. | Scottish Division One 1929/30     | 26. Okt. 1929 | Hibernian Edinburgh | Heart of Midlothian | 1:1      | Easter Road        | 27.000    |
| 070. | Scottish Division One 1929/30     | 1. Jan. 1930  | Heart of Midlothian | Hibernian Edinburgh | 1:1      | Tynecastle Stadium | 15.000    |
| 071. | Scottish Division One 1930/31     | 20. Sep. 1930 | Heart of Midlothian | Hibernian Edinburgh | 4:1      | Tynecastle Stadium | 20.000    |
| 072. | Scottish Division One 1930/31     | 1. Jan. 1931  | Hibernian Edinburgh | Heart of Midlothian | 2:2      | Easter Road        | 23.000    |
| 073. | Scottish Division One 1933/34     | 9. Sep. 1933  | Heart of Midlothian | Hibernian Edinburgh | 0:0      | Tynecastle Stadium | 32.853    |
| 074. | Scottish Division One 1933/34     | 1. Jan. 1934  | Hibernian Edinburgh | Heart of Midlothian | 1:4      | Easter Road        | 30.000    |
| 075. | Scottish Division One 1934/35     | 8. Sep. 1934  | Hibernian Edinburgh | Heart of Midlothian | 1:0      | Easter Road        | 24.038    |
| 076. | Scottish Division One 1934/35     | 1. Jan. 1935  | Heart of Midlothian | Hibernian Edinburgh | 5:2      | Tynecastle Stadium | 28.743    |
| 077. | Scottish Division One 1935/36     | 21. Sep. 1935 | Heart of Midlothian | Hibernian Edinburgh | 8:3      | Tynecastle Stadium | 27.014    |
| 078. | Scottish Division One 1935/36     | 1. Jan. 1936  | Hibernian Edinburgh | Heart of Midlothian | 1:1      | Easter Road        | 37.306    |
| 079. | Scottish Division One 1936/37     | 19. Sep. 1936 | Hibernian Edinburgh | Heart of Midlothian | 3:3      | Easter Road        | 27.471    |
| 080. | Scottish Division One 1936/37     | 1. Jan. 1937  | Heart of Midlothian | Hibernian Edinburgh | 3:2      | Tynecastle Stadium | 38.908    |
| 081. | Scottish Division One 1937/38     | 11. Sep. 1937 | Heart of Midlothian | Hibernian Edinburgh | 3:2      | Tynecastle Stadium | 29.158    |
| 082. | Scottish Division One 1937/38     | 1. Jan. 1938  | Hibernian Edinburgh | Heart of Midlothian | 2:2      | Easter Road        | 37.606    |
| 083. | Scottish Division One 1938/39     | 10. Sep. 1938 | Hibernian Edinburgh | Heart of Midlothian | 4:0      | Easter Road        | 30.000    |
| 084. | Scottish Division One 1938/39     | 1. Jan. 1939  | Heart of Midlothian | Hibernian Edinburgh | 0:1      | Tynecastle Stadium | 45.601    |
| 085. | Scottish Division One 1946/47     | 7. Sep. 1946  | Hibernian Edinburgh | Heart of Midlothian | 0:1      | Easter Road        | 39.000    |
| 086. | Scottish Division One 1946/47     | 1. Jan. 1947  | Heart of Midlothian | Hibernian Edinburgh | 2:3      | Tynecastle Stadium | 33.810    |
| 087. | Scottish Division One 1947/48     | 20. Sep. 1947 | Heart of Midlothian | Hibernian Edinburgh | 2:1      | Tynecastle Stadium | 47.752    |
| 088. | Scottish Division One 1947/48     | 1. Jan. 1948  | Hibernian Edinburgh | Heart of Midlothian | 3:1      | Easter Road        | 45.000    |
| 089. | Scottish Division One 1948/49     | 21. Aug. 1948 | Hibernian Edinburgh | Heart of Midlothian | 3:1      | Easter Road        | 40.000    |
| 090. | Scottish Division One 1948/49     | 1. Jan. 1949  | Heart of Midlothian | Hibernian Edinburgh | 3:2      | Tynecastle Stadium | 45.030    |
| 091. | Scottish Division One 1949/50     | 24. Sep. 1949 | Heart of Midlothian | Hibernian Edinburgh | 5:2      | Tynecastle Stadium | 37.730    |
| 092. | Scottish Division One 1949/50     | 2. Jan. 1950  | Hibernian Edinburgh | Heart of Midlothian | 1:2      | Easter Road        | 65.860    |
| 093. | Scottish Division One 1950/51     | 23. Sep. 1950 | Hibernian Edinburgh | Heart of Midlothian | 0:1      | Easter Road        | 44.976    |
| 094. | Scottish Division One 1950/51     | 1. Jan. 1951  | Heart of Midlothian | Hibernian Edinburgh | 2:1      | Tynecastle Stadium | 41.832    |
| 095. | Scottish Division One 1951/52     | 22. Sep. 1951 | Heart of Midlothian | Hibernian Edinburgh | 1:1      | Tynecastle Stadium | 44.842    |
| 096. | Scottish Division One 1951/52     | 1. Jan. 1952  | Hibernian Edinburgh | Heart of Midlothian | 2:3      | Easter Road        | 39.000    |
| 097. | Scottish Division One 1952/53     | 20. Sep. 1952 | Hibernian Edinburgh | Heart of Midlothian | 3:1      | Easter Road        | 50.000    |
| 098. | Scottish Division One 1952/53     | 1. Jan. 1953  | Heart of Midlothian | Hibernian Edinburgh | 1:2      | Tynecastle Stadium | 41.085    |
| 099. | Scottish Division One 1953/54     | 19. Sep. 1953 | Heart of Midlothian | Hibernian Edinburgh | 4:0      | Tynecastle Stadium | 45.000    |
| 100. | Scottish Division One 1953/54     | 1. Jan. 1954  | Hibernian Edinburgh | Heart of Midlothian | 1:2      | Easter Road        | 48.000    |
| 101. | Scottish Division One 1954/55     | 18. Sep. 1954 | Hibernian Edinburgh | Heart of Midlothian | 2:3      | Easter Road        | 42.000    |
| 102. | Scottish Division One 1954/55     | 1. Jan. 1955  | Heart of Midlothian | Hibernian Edinburgh | 5:1      | Tynecastle Stadium | 49.000    |
| 103. | Scottish Division One 1955/56     | 24. Sep. 1955 | Heart of Midlothian | Hibernian Edinburgh | 0:1      | Tynecastle Stadium | 45.000    |
| 104. | Scottish Division One 1955/56     | 2. Jan. 1956  | Hibernian Edinburgh | Heart of Midlothian | 2:2      | Easter Road        | 60.812    |
| 105. | Scottish Division One 1956/57     | 22. Sep. 1956 | Hibernian Edinburgh | Heart of Midlothian | 2:3      | Easter Road        | 39.000    |
| 106. | Scottish Division One 1956/57     | 1. Jan. 1957  | Heart of Midlothian | Hibernian Edinburgh | 0:2      | Tynecastle Stadium | 35.000    |
| 107. | Scottish Division One 1957/58     | 21. Sep. 1957 | Heart of Midlothian | Hibernian Edinburgh | 3:1      | Tynecastle Stadium | 34.000    |
| 108. | Scottish Division One 1957/58     | 1. Jan. 1958  | Hibernian Edinburgh | Heart of Midlothian | 0:2      | Easter Road        | 49.200    |
| 109. | Scottish Division One 1958/59     | 6. Sep. 1958  | Hibernian Edinburgh | Heart of Midlothian | 0:4      | Easter Road        | 29.500    |
| 110. | Scottish Division One 1958/59     | 1. Jan. 1959  | Heart of Midlothian | Hibernian Edinburgh | 1:3      | Tynecastle Stadium | 35.000    |
| 111. | Scottish Division One 1959/60     | 5. Sep. 1959  | Heart of Midlothian | Hibernian Edinburgh | 2:2      | Tynecastle Stadium | 40.000    |
| 112. | Scottish Division One 1959/60     | 1. Jan. 1960  | Hibernian Edinburgh | Heart of Midlothian | 1:5      | Easter Road        | 54.000    |
| 113. | Scottish Division One 1960/61     | 10. Sep. 1960 | Hibernian Edinburgh | Heart of Midlothian | 1:4      | Easter Road        | 40.000    |
| 114. | Scottish Division One 1960/61     | 2. Jan. 1961  | Heart of Midlothian | Hibernian Edinburgh | 1:2      | Tynecastle Stadium | 43.000    |
| 115. | Scottish Division One 1961/62     | 16. Sep. 1961 | Heart of Midlothian | Hibernian Edinburgh | 4:2      | Tynecastle Stadium | 23.022    |
| 116. | Scottish Division One 1961/62     | 17. Jan. 1962 | Hibernian Edinburgh | Heart of Midlothian | 1:4      | Easter Road        | 15.277    |
| 117. | Scottish Division One 1962/63     | 8. Sep. 1962  | Hibernian Edinburgh | Heart of Midlothian | 0:4      | Easter Road        | 28.847    |
| 118. | Scottish Division One 1962/63     | 4. Mai 1963   | Heart of Midlothian | Hibernian Edinburgh | 3:3      | Tynecastle Stadium | 15.538    |
| 119. | Scottish Division One 1963/64     | 7. Sep. 1963  | Heart of Midlothian | Hibernian Edinburgh | 4:2      | Tynecastle Stadium | 29.173    |
| 120. | Scottish Division One 1963/64     | 1. Jan. 1964  | Hibernian Edinburgh | Heart of Midlothian | 1:1      | Easter Road        | 31.439    |
| 121. | Scottish Division One 1964/65     | 5. Sep. 1964  | Hibernian Edinburgh | Heart of Midlothian | 3:5      | Easter Road        | 17.098    |
| 122. | Scottish Division One 1964/65     | 1. Jan. 1965  | Heart of Midlothian | Hibernian Edinburgh | 0:1      | Tynecastle Stadium | 36.297    |
| 123. | Scottish Division One 1965/66     | 18. Sep. 1965 | Heart of Midlothian | Hibernian Edinburgh | 0:4      | Tynecastle Stadium | 22.369    |
| 124. | Scottish Division One 1965/66     | 1. Jan. 1966  | Hibernian Edinburgh | Heart of Midlothian | 2:3      | Easter Road        | 32.192    |
| 125. | Scottish Division One 1966/67     | 10. Sep. 1966 | Hibernian Edinburgh | Heart of Midlothian | 3:1      | Easter Road        | 21.395    |
| 126. | Scottish Division One 1966/67     | 2. Jan. 1967  | Heart of Midlothian | Hibernian Edinburgh | 0:0      | Tynecastle Stadium | 30.086    |
| 127. | Scottish Division One 1967/68     | 9. Sep. 1967  | Heart of Midlothian | Hibernian Edinburgh | 1:4      | Tynecastle Stadium | 20.773    |
| 128. | Scottish Division One 1967/68     | 1. Jan. 1968  | Hibernian Edinburgh | Heart of Midlothian | 1:0      | Easter Road        | 32.360    |
| 129. | Scottish Division One 1968/69     | 7. Sep. 1968  | Hibernian Edinburgh | Heart of Midlothian | 1:3      | Easter Road        | 24.110    |
| 130. | Scottish Division One 1968/69     | 1. Jan. 1969  | Heart of Midlothian | Hibernian Edinburgh | 0:0      | Tynecastle Stadium | 30.011    |
| 131. | Scottish Division One 1969/70     | 27. Sep. 1969 | Heart of Midlothian | Hibernian Edinburgh | 0:2      | Tynecastle Stadium | 26.807    |
| 132. | Scottish Division One 1969/70     | 1. Jan. 1970  | Hibernian Edinburgh | Heart of Midlothian | 0:0      | Easter Road        | 36.421    |
| 133. | Scottish Division One 1970/71     | 5. Sep. 1970  | Hibernian Edinburgh | Heart of Midlothian | 0:0      | Easter Road        | 23.225    |
| 134. | Scottish Division One 1970/71     | 1. Jan. 1971  | Heart of Midlothian | Hibernian Edinburgh | 0:0      | Tynecastle Stadium | 27.715    |
| 135. | Scottish Division One 1971/72     | 4. Sep. 1971  | Heart of Midlothian | Hibernian Edinburgh | 0:2      | Tynecastle Stadium | 26.671    |
| 136. | Scottish Division One 1971/72     | 1. Jan. 1972  | Hibernian Edinburgh | Heart of Midlothian | 0:0      | Easter Road        | 36.046    |
| 137. | Scottish Division One 1972/73     | 9. Sep. 1972  | Hibernian Edinburgh | Heart of Midlothian | 2:0      | Easter Road        | 21.221    |
| 138. | Scottish Division One 1972/73     | 1. Jan. 1973  | Heart of Midlothian | Hibernian Edinburgh | 0:7      | Tynecastle Stadium | 35.989    |
| 139. | Scottish Division One 1973/74     | 8. Sep. 1973  | Heart of Midlothian | Hibernian Edinburgh | 4:1      | Tynecastle Stadium | 28.946    |
| 140. | Scottish Division One 1973/74     | 1. Jan. 1974  | Hibernian Edinburgh | Heart of Midlothian | 3:1      | Easter Road        | 35.393    |
| 141. | Scottish Division One 1974/75     | 7. Sep. 1974  | Hibernian Edinburgh | Heart of Midlothian | 2:1      | Easter Road        | 26.560    |
| 142. | Scottish Division One 1974/75     | 1. Jan. 1975  | Heart of Midlothian | Hibernian Edinburgh | 0:0      | Tynecastle Stadium | 35.969    |
| 143. | Scottish Premier Division 1975/76 | 30. Aug. 1975 | Hibernian Edinburgh | Heart of Midlothian | 1:0      | Easter Road        | 23.646    |
| 144. | Scottish Premier Division 1975/76 | 1. Nov. 1975  | Heart of Midlothian | Hibernian Edinburgh | 1:1      | Tynecastle Stadium | 24.471    |
| 145. | Scottish Premier Division 1975/76 | 1. Jan. 1976  | Hibernian Edinburgh | Heart of Midlothian | 3:0      | Easter Road        | 32.923    |
| 146. | Scottish Premier Division 1975/76 | 13. März 1976 | Heart of Midlothian | Hibernian Edinburgh | 0:1      | Tynecastle Stadium | 18.528    |
| 147. | Scottish Premier Division 1976/77 | 30. Okt. 1976 | Hibernian Edinburgh | Heart of Midlothian | 1:1      | Easter Road        | 23.773    |
| 148. | Scottish Premier Division 1976/77 | 26. Jan. 1977 | Heart of Midlothian | Hibernian Edinburgh | 0:1      | Tynecastle Stadium | 24.068    |
| 149. | Scottish Premier Division 1976/77 | 23. März 1977 | Hibernian Edinburgh | Heart of Midlothian | 3:1      | Easter Road        | 13.625    |
| 150. | Scottish Premier Division 1976/77 | 13. Apr. 1977 | Heart of Midlothian | Hibernian Edinburgh | 2:2      | Tynecastle Stadium | 10.686    |
| 151. | Scottish Premier Division 1978/79 | 26. Aug. 1978 | Heart of Midlothian | Hibernian Edinburgh | 1:1      | Tynecastle Stadium | 19.663    |
| 152. | Scottish Premier Division 1978/79 | 4. Nov. 1978  | Hibernian Edinburgh | Heart of Midlothian | 1:2      | Easter Road        | 20.120    |
| 153. | Scottish Premier Division 1978/79 | 17. März 1979 | Hibernian Edinburgh | Heart of Midlothian | 1:1      | Easter Road        | 13.297    |
| 154. | Scottish Premier Division 1978/79 | 28. März 1979 | Heart of Midlothian | Hibernian Edinburgh | 1:2      | Tynecastle Stadium | 16.042    |
| 155. | Scottish Premier Division 1983/84 | 3. Sep. 1983  | Heart of Midlothian | Hibernian Edinburgh | 3:2      | Tynecastle Stadium | 19.206    |
| 156. | Scottish Premier Division 1983/84 | 5. Nov. 1983  | Hibernian Edinburgh | Heart of Midlothian | 1:1      | Easter Road        | 21.281    |
| 157. | Scottish Premier Division 1983/84 | 2. Jan. 1984  | Heart of Midlothian | Hibernian Edinburgh | 1:1      | Tynecastle Stadium | 23.499    |
| 158. | Scottish Premier Division 1983/84 | 21. Apr. 1984 | Hibernian Edinburgh | Heart of Midlothian | 0:0      | Easter Road        | 17.437    |
| 159. | Scottish Premier Division 1984/85 | 25. Aug. 1984 | Hibernian Edinburgh | Heart of Midlothian | 1:2      | Easter Road        | 16.724    |
| 160. | Scottish Premier Division 1984/85 | 27. Okt. 1984 | Heart of Midlothian | Hibernian Edinburgh | 0:0      | Tynecastle Stadium | 20.156    |
| 161. | Scottish Premier Division 1984/85 | 1. Jan. 1985  | Hibernian Edinburgh | Heart of Midlothian | 1:2      | Easter Road        | 18.925    |
| 162. | Scottish Premier Division 1984/85 | 2. Apr. 1985  | Heart of Midlothian | Hibernian Edinburgh | 2:2      | Tynecastle Stadium | 17.814    |
| 163. | Scottish Premier Division 1985/86 | 31. Aug. 1985 | Heart of Midlothian | Hibernian Edinburgh | 2:1      | Tynecastle Stadium | 17.457    |
| 164. | Scottish Premier Division 1985/86 | 9. Nov. 1985  | Hibernian Edinburgh | Heart of Midlothian | 0:0      | Easter Road        | 19.776    |
| 165. | Scottish Premier Division 1985/86 | 1. Jan. 1986  | Heart of Midlothian | Hibernian Edinburgh | 3:1      | Tynecastle Stadium | 25.605    |
| 166. | Scottish Premier Division 1985/86 | 22. März 1986 | Hibernian Edinburgh | Heart of Midlothian | 1:2      | Easter Road        | 20.756    |
| 167. | Scottish Premier Division 1986/87 | 30. Aug. 1986 | Hibernian Edinburgh | Heart of Midlothian | 1:3      | Easter Road        | 20.714    |
| 168. | Scottish Premier Division 1986/87 | 1. Nov. 1986  | Heart of Midlothian | Hibernian Edinburgh | 1:1      | Tynecastle Stadium | 22.178    |
| 169. | Scottish Premier Division 1986/87 | 6. Jan. 1987  | Hibernian Edinburgh | Heart of Midlothian | 2:2      | Easter Road        | 22.928    |
| 170. | Scottish Premier Division 1986/87 | 4. Apr. 1987  | Heart of Midlothian | Hibernian Edinburgh | 2:1      | Tynecastle Stadium | 19.731    |
| 171. | Scottish Premier Division 1987/88 | 29. Aug. 1987 | Heart of Midlothian | Hibernian Edinburgh | 1:0      | Tynecastle Stadium | 24.496    |
| 172. | Scottish Premier Division 1987/88 | 17. Okt. 1987 | Hibernian Edinburgh | Heart of Midlothian | 2:1      | Easter Road        | 23.390    |
| 173. | Scottish Premier Division 1987/88 | 2. Jan. 1988  | Heart of Midlothian | Hibernian Edinburgh | 0:0      | Tynecastle Stadium | 28.992    |
| 174. | Scottish Premier Division 1987/88 | 19. März 1988 | Hibernian Edinburgh | Heart of Midlothian | 0:0      | Easter Road        | 20.870    |
| 175. | Scottish Premier Division 1988/89 | 27. Aug. 1988 | Hibernian Edinburgh | Heart of Midlothian | 0:0      | Easter Road        | 23.760    |
| 176. | Scottish Premier Division 1988/89 | 12. Nov. 1988 | Heart of Midlothian | Hibernian Edinburgh | 1:2      | Tynecastle Stadium | 23.062    |
| 177. | Scottish Premier Division 1988/89 | 4. Jan. 1989  | Hibernian Edinburgh | Heart of Midlothian | 1:0      | Easter Road        | 27.219    |
| 178. | Scottish Premier Division 1988/89 | 1. Apr. 1989  | Heart of Midlothian | Hibernian Edinburgh | 2:1      | Tynecastle Stadium | 22.090    |
| 179. | Scottish Premier Division 1989/90 | 26. Aug. 1989 | Heart of Midlothian | Hibernian Edinburgh | 1:0      | Tynecastle Stadium | 22.731    |
| 180. | Scottish Premier Division 1989/90 | 4. Nov. 1988  | Hibernian Edinburgh | Heart of Midlothian | 1:1      | Easter Road        | 19.104    |
| 181. | Scottish Premier Division 1989/90 | 1. Jan. 1990  | Heart of Midlothian | Hibernian Edinburgh | 2:0      | Tynecastle Stadium | 25.224    |
| 182. | Scottish Premier Division 1989/90 | 31. März 1990 | Hibernian Edinburgh | Heart of Midlothian | 1:2      | Easter Road        | 17.373    |
| 183. | Scottish Premier Division 1990/91 | 15. Sep. 1990 | Hibernian Edinburgh | Heart of Midlothian | 0:3      | Easter Road        | 16.813    |
| 184. | Scottish Premier Division 1990/91 | 24. Nov. 1990 | Heart of Midlothian | Hibernian Edinburgh | 1:1      | Tynecastle Stadium | 19.004    |
| 185. | Scottish Premier Division 1990/91 | 2. Jan. 1991  | Hibernian Edinburgh | Heart of Midlothian | 1:4      | Easter Road        | 13.600    |
| 186. | Scottish Premier Division 1990/91 | 23. März 1991 | Heart of Midlothian | Hibernian Edinburgh | 3:1      | Tynecastle Stadium | 14.221    |
| 187. | Scottish Premier Division 1991/92 | 31. Aug. 1991 | Heart of Midlothian | Hibernian Edinburgh | 0:0      | Tynecastle Stadium | 22.208    |
| 188. | Scottish Premier Division 1991/92 | 2. Nov. 1991  | Hibernian Edinburgh | Heart of Midlothian | 1:1      | Easter Road        | 19.831    |
| 189. | Scottish Premier Division 1991/92 | 1. Jan. 1992  | Heart of Midlothian | Hibernian Edinburgh | 1:1      | Tynecastle Stadium | 20.358    |
| 190. | Scottish Premier Division 1991/92 | 21. März 1992 | Hibernian Edinburgh | Heart of Midlothian | 1:2      | Easter Road        | 14.429    |
| 191. | Scottish Premier Division 1992/93 | 22. Aug. 1992 | Hibernian Edinburgh | Heart of Midlothian | 0:0      | Easter Road        | 15.937    |
| 192. | Scottish Premier Division 1992/93 | 7. Nov. 1992  | Heart of Midlothian | Hibernian Edinburgh | 1:0      | Tynecastle Stadium | 17.342    |
| 193. | Scottish Premier Division 1992/93 | 2. Jan. 1993  | Hibernian Edinburgh | Heart of Midlothian | 0:0      | Easter Road        | 21.657    |
| 194. | Scottish Premier Division 1992/93 | 20. März 1993 | Heart of Midlothian | Hibernian Edinburgh | 1:0      | Tynecastle Stadium | 13.740    |
| 195. | Scottish Premier Division 1993/94 | 21. Aug. 1993 | Heart of Midlothian | Hibernian Edinburgh | 1:0      | Tynecastle Stadium | 17.283    |
| 196. | Scottish Premier Division 1993/94 | 30. Okt. 1993 | Hibernian Edinburgh | Heart of Midlothian | 0:2      | Easter Road        | 18.505    |
| 197. | Scottish Premier Division 1993/94 | 12. Jan. 1994 | Heart of Midlothian | Hibernian Edinburgh | 1:1      | Tynecastle Stadium | 24.139    |
| 198. | Scottish Premier Division 1993/94 | 30. Apr. 1994 | Hibernian Edinburgh | Heart of Midlothian | 0:0      | Easter Road        | 14.413    |
| 199. | Scottish Premier Division 1994/95 | 27. Aug. 1994 | Heart of Midlothian | Hibernian Edinburgh | 0:1      | Tynecastle Stadium | 12.371    |
| 200. | Scottish Premier Division 1994/95 | 29. Okt. 1994 | Hibernian Edinburgh | Heart of Midlothian | 2:1      | Easter Road        | 13.622    |
| 201. | Scottish Premier Division 1994/95 | 18. Jan. 1995 | Heart of Midlothian | Hibernian Edinburgh | 2:0      | Tynecastle Stadium | 12.630    |
| 202. | Scottish Premier Division 1994/95 | 6. Mai 1995   | Hibernian Edinburgh | Heart of Midlothian | 3:1      | Easter Road        | 7.122     |
| 203. | Scottish Premier Division 1995/96 | 1. Okt. 1995  | Hibernian Edinburgh | Heart of Midlothian | 2:2      | Easter Road        | 12.374    |
| 204. | Scottish Premier Division 1995/96 | 19. Nov. 1995 | Heart of Midlothian | Hibernian Edinburgh | 2:1      | Tynecastle Stadium | 12.074    |
| 205. | Scottish Premier Division 1995/96 | 1. Jan. 1996  | Hibernian Edinburgh | Heart of Midlothian | 2:1      | Easter Road        | 14.872    |
| 206. | Scottish Premier Division 1995/96 | 16. März 1996 | Heart of Midlothian | Hibernian Edinburgh | 1:1      | Tynecastle Stadium | 14.923    |
| 207. | Scottish Premier Division 1996/97 | 28. Sep. 1996 | Hibernian Edinburgh | Heart of Midlothian | 1:3      | Easter Road        | 14.217    |
| 208. | Scottish Premier Division 1996/97 | 16. Nov. 1996 | Heart of Midlothian | Hibernian Edinburgh | 0:0      | Tynecastle Stadium | 15.129    |
| 209. | Scottish Premier Division 1996/97 | 1. Jan. 1997  | Hibernian Edinburgh | Heart of Midlothian | 0:4      | Easter Road        | 15.749    |
| 210. | Scottish Premier Division 1996/97 | 15. März 1997 | Heart of Midlothian | Hibernian Edinburgh | 1:0      | Tynecastle Stadium | 15.136    |
| 211. | Scottish Premier Division 1997/98 | 30. Aug. 1997 | Hibernian Edinburgh | Heart of Midlothian | 0:1      | Easter Road        | 15.565    |
| 212. | Scottish Premier Division 1997/98 | 8. Nov. 1997  | Heart of Midlothian | Hibernian Edinburgh | 2:0      | Tynecastle Stadium | 16.739    |
| 213. | Scottish Premier Division 1997/98 | 1. Jan. 1998  | Heart of Midlothian | Hibernian Edinburgh | 2:2      | Tynecastle Stadium | 17.564    |
| 214. | Scottish Premier Division 1997/98 | 11. Apr. 1998 | Hibernian Edinburgh | Heart of Midlothian | 2:1      | Easter Road        | 15.530    |
| 215. | Scottish Premier League 1999/2000 | 14. Aug. 1999 | Hibernian Edinburgh | Heart of Midlothian | 1:1      | Easter Road        | 16.976    |
| 216. | Scottish Premier League 1999/2000 | 19. Dez. 1999 | Heart of Midlothian | Hibernian Edinburgh | 0:3      | Tynecastle Stadium | 17.954    |
| 217. | Scottish Premier League 1999/2000 | 18. März 2000 | Hibernian Edinburgh | Heart of Midlothian | 3:1      | Easter Road        | 15.908    |
| 218. | Scottish Premier League 1999/2000 | 21. Mai 2000  | Heart of Midlothian | Hibernian Edinburgh | 2:1      | Tynecastle Stadium | 17.391    |
| 219. | Scottish Premier League 2000/01   | 30. Juli 2000 | Heart of Midlothian | Hibernian Edinburgh | 0:0      | Tynecastle Stadium | 17.132    |
| 220. | Scottish Premier League 2000/01   | 22. Okt. 2000 | Hibernian Edinburgh | Heart of Midlothian | 6:2      | Easter Road        | 12.926    |
| 221. | Scottish Premier League 2000/01   | 26. Dez. 2000 | Heart of Midlothian | Hibernian Edinburgh | 1:1      | Tynecastle Stadium | 17.619    |
| 222. | Scottish Premier League 2000/01   | 13. Mai 2001  | Hibernian Edinburgh | Heart of Midlothian | 0:0      | Easter Road        | 8.913     |
| 223. | Scottish Premier League 2001/02   | 21. Okt. 2001 | Hibernian Edinburgh | Heart of Midlothian | 2:1      | Easter Road        | 13.774    |
| 224. | Scottish Premier League 2001/02   | 29. Dez. 2001 | Heart of Midlothian | Hibernian Edinburgh | 1:1      | Tynecastle Stadium | 17.474    |
| 225. | Scottish Premier League 2001/02   | 16. März 2002 | Hibernian Edinburgh | Heart of Midlothian | 1:2      | Easter Road        | 15.660    |
| 226. | Scottish Premier League 2002/03   | 11. Aug. 2002 | Heart of Midlothian | Hibernian Edinburgh | 5:1      | Tynecastle Stadium | 15.245    |
| 227. | Scottish Premier League 2002/03   | 3. Nov. 2002  | Hibernian Edinburgh | Heart of Midlothian | 1:2      | Easter Road        | 15.660    |
| 228. | Scottish Premier League 2002/03   | 2. Jan. 2003  | Heart of Midlothian | Hibernian Edinburgh | 4:4      | Tynecastle Stadium | 17.332    |
| 229. | Scottish Premier League 2003/04   | 17. Aug. 2003 | Hibernian Edinburgh | Heart of Midlothian | 1:0      | Easter Road        | 14.803    |
| 230. | Scottish Premier League 2003/04   | 23. Nov. 2003 | Heart of Midlothian | Hibernian Edinburgh | 2:0      | Tynecastle Stadium | 16.632    |
| 231. | Scottish Premier League 2003/04   | 15. Feb. 2004 | Hibernian Edinburgh | Heart of Midlothian | 1:1      | Easter Road        | 15.016    |
| 232. | Scottish Premier League 2004/05   | 24. Okt. 2004 | Heart of Midlothian | Hibernian Edinburgh | 2:1      | Tynecastle Stadium | 16.720    |
| 233. | Scottish Premier League 2004/05   | 2. Jan. 2005  | Hibernian Edinburgh | Heart of Midlothian | 1:1      | Easter Road        | 17.259    |
| 234. | Scottish Premier League 2004/05   | 13. Apr. 2005 | Heart of Midlothian | Hibernian Edinburgh | 1:2      | Tynecastle Stadium | 17.676    |
| 235. | Scottish Premier League 2004/05   | 23. Apr. 2005 | Hibernian Edinburgh | Heart of Midlothian | 2:2      | Easter Road        | 16.620    |
| 236. | Scottish Premier League 2005/06   | 7. Aug. 2005  | Heart of Midlothian | Hibernian Edinburgh | 4:0      | Tynecastle Stadium | 16.459    |
| 237. | Scottish Premier League 2005/06   | 29. Okt. 2005 | Hibernian Edinburgh | Heart of Midlothian | 2:0      | Easter Road        | 17.180    |
| 238. | Scottish Premier League 2005/06   | 28. Jan. 2006 | Heart of Midlothian | Hibernian Edinburgh | 4:1      | Tynecastle Stadium | 17.371    |
| 239. | Scottish Premier League 2005/06   | 22. Apr. 2006 | Hibernian Edinburgh | Heart of Midlothian | 2:1      | Easter Road        | 16.654    |
| 240. | Scottish Premier League 2006/07   | 15. Okt. 2006 | Hibernian Edinburgh | Heart of Midlothian | 2:2      | Easter Road        | 16.623    |
| 241. | Scottish Premier League 2006/07   | 26. Dez. 2006 | Heart of Midlothian | Hibernian Edinburgh | 3:2      | Tynecastle Stadium | 17.369    |
| 242. | Scottish Premier League 2006/07   | 1. Apr. 2007  | Hibernian Edinburgh | Heart of Midlothian | 0:1      | Easter Road        | 15.953    |
| 243. | Scottish Premier League 2006/07   | 12. Mai 2007  | Heart of Midlothian | Hibernian Edinburgh | 2:0      | Tynecastle Stadium | 16.443    |
| 244. | Scottish Premier League 2007/08   | 19. Okt. 2007 | Heart of Midlothian | Hibernian Edinburgh | 0:1      | Tynecastle Stadium | 16.436    |
| 245. | Scottish Premier League 2007/08   | 4. Nov. 2007  | Hibernian Edinburgh | Heart of Midlothian | 1:1      | Easter Road        | 17.015    |
| 246. | Scottish Premier League 2007/08   | 19. Jan. 2008 | Heart of Midlothian | Hibernian Edinburgh | 1:0      | Tynecastle Stadium | 17.131    |
| 247. | Scottish Premier League 2008/09   | 19. Okt. 2008 | Hibernian Edinburgh | Heart of Midlothian | 1:1      | Easter Road        | 17.030    |
| 248. | Scottish Premier League 2008/09   | 3. Jan. 2009  | Heart of Midlothian | Hibernian Edinburgh | 0:0      | Tynecastle Stadium | 17.244    |
| 249. | Scottish Premier League 2008/09   | 20. März 2009 | Hibernian Edinburgh | Heart of Midlothian | 1:0      | Easter Road        | 15.091    |
| 250. | Scottish Premier League 2008/09   | 7. Mai 2009   | Heart of Midlothian | Hibernian Edinburgh | 0:1      | Tynecastle Stadium | 14.714    |
| 251. | Scottish Premier League 2009/10   | 7. Nov. 2009  | Heart of Midlothian | Hibernian Edinburgh | 0:0      | Tynecastle Stadium | 16.762    |
| 252. | Scottish Premier League 2009/10   | 3. Jan. 2010  | Hibernian Edinburgh | Heart of Midlothian | 1:1      | Easter Road        | 16.949    |
| 253. | Scottish Premier League 2009/10   | 20. März 2010 | Heart of Midlothian | Hibernian Edinburgh | 2:1      | Tynecastle Stadium | 17.793    |
| 254. | Scottish Premier League 2009/10   | 1. Mai 2010   | Hibernian Edinburgh | Heart of Midlothian | 1:2      | Easter Road        | 11.277    |
| 255. | Scottish Premier League 2010/11   | 7. Nov. 2010  | Hibernian Edinburgh | Heart of Midlothian | 0:2      | Easter Road        | 17.767    |
| 256. | Scottish Premier League 2010/11   | 1. Jan. 2011  | Heart of Midlothian | Hibernian Edinburgh | 1:0      | Tynecastle Stadium | 17.156    |
| 257. | Scottish Premier League 2010/11   | 3. Apr. 2011  | Hibernian Edinburgh | Heart of Midlothian | 2:2      | Easter Road        | 17.793    |
| 258. | Scottish Premier League 2011/12   | 28. Aug. 2011 | Heart of Midlothian | Hibernian Edinburgh | 2:0      | Tynecastle Stadium | 15.868    |
| 259. | Scottish Premier League 2011/12   | 2. Jan. 2012  | Hibernian Edinburgh | Heart of Midlothian | 1:3      | Easter Road        | 15.013    |
| 260. | Scottish Premier League 2011/12   | 18. März 2012 | Heart of Midlothian | Hibernian Edinburgh | 2:0      | Tynecastle Stadium | 15.128    |
| 261. | Scottish Premier League 2012/13   | 12. Aug. 2012 | Hibernian Edinburgh | Heart of Midlothian | 1:1      | Easter Road        | 12.887    |
| 262. | Scottish Premier League 2012/13   | 3. Jan. 2013  | Heart of Midlothian | Hibernian Edinburgh | 0:0      | Tynecastle Stadium | 17.062    |
| 263. | Scottish Premier League 2012/13   | 10. März 2013 | Hibernian Edinburgh | Heart of Midlothian | 0:0      | Easter Road        | 15.007    |
| 264. | Scottish Premier League 2012/13   | 12. Mai 2013  | Heart of Midlothian | Hibernian Edinburgh | 1:2      | Tynecastle Stadium | 15.994    |
| 265. | Scottish Premiership 2013/14      | 11. Aug. 2013 | Heart of Midlothian | Hibernian Edinburgh | 1:0      | Tynecastle Stadium | 16.621    |
| 266. | Scottish Premiership 2013/14      | 2. Jan. 2014  | Hibernian Edinburgh | Heart of Midlothian | 2:1      | Easter Road        | 20.106    |
| 267. | Scottish Premiership 2013/14      | 30. März 2014 | Heart of Midlothian | Hibernian Edinburgh | 2:0      | Tynecastle Stadium | 16.873    |
| 268. | Scottish Premiership 2013/14      | 27. Apr. 2014 | Hibernian Edinburgh | Heart of Midlothian | 1:2      | Easter Road        | 14.806    |
| 269. | Scottish Championship 2014/15     | 17. Aug. 2014 | Heart of Midlothian | Hibernian Edinburgh | 2:1      | Tynecastle Stadium | 17.280    |
| 270. | Scottish Championship 2014/15     | 25. Okt. 2014 | Hibernian Edinburgh | Heart of Midlothian | 1:1      | Easter Road        | 14.562    |
| 271. | Scottish Championship 2014/15     | 3. Jan. 2015  | Heart of Midlothian | Hibernian Edinburgh | 1:1      | Tynecastle Stadium | 17.279    |
| 272. | Scottish Championship 2014/15     | 12. Apr. 2015 | Hibernian Edinburgh | Heart of Midlothian | 2:0      | Easter Road        | 13.530    |
| 273. | Scottish Premiership 2017/18      | 24. Okt. 2017 | Hibernian Edinburgh | Heart of Midlothian | 1:0      | Easter Road        | 20.165    |
| 274. | Scottish Premiership 2017/18      | 27. Dez. 2017 | Heart of Midlothian | Hibernian Edinburgh | 0:0      | Tynecastle Park    | 19.316    |
| 275. | Scottish Premiership 2017/18      | 9. März 2018  | Hibernian Edinburgh | Heart of Midlothian | 2:0      | Easter Road        | 20.166    |
| 276. | Scottish Premiership 2017/18      | 9. Mai 2018   | Heart of Midlothian | Hibernian Edinburgh | 2:1      | Tynecastle Park    | 19.324    |
| 277. | Scottish Premiership 2018/19      | 31. Okt. 2018 | Heart of Midlothian | Hibernian Edinburgh | 0:0      | Tynecastle Park    | 19.410    |
| 278. | Scottish Premiership 2018/19      | 29. Dez. 2018 | Hibernian Edinburgh | Heart of Midlothian | 0:1      | Easter Road        | 20.200    |
| 279. | Scottish Premiership 2018/19      | 6. Apr. 2019  | Heart of Midlothian | Hibernian Edinburgh | 1:2      | Tynecastle Park    | 19.667    |
| 280. | Scottish Premiership 2018/19      | 28. Apr. 2019 | Hibernian Edinburgh | Heart of Midlothian | 1:1      | Easter Road        | 19.395    |
| 281. | Scottish Premiership 2019/20      | 21. Sep. 2019 | Hibernian Edinburgh | Heart of Midlothian | 1:2      | Easter Road        | 19.828    |
| 282. | Scottish Premiership 2019/20      | 26. Dez. 2019 | Heart of Midlothian | Hibernian Edinburgh | 0:2      | Tynecastle Park    | 19.313    |
| 283. | Scottish Premiership 2019/20      | 4. März 2020  | Hibernian Edinburgh | Heart of Midlothian | 1:3      | Easter Road        | 20.197    |
| 284. | Scottish Premiership 2021/22      | 12. Sep. 2021 | Heart of Midlothian | Hibernian Edinburgh | 0:0      | Tynecastle Park    | 18.177    |
| 285. | Scottish Premiership 2021/22      | 1. Feb. 2022  | Hibernian Edinburgh | Heart of Midlothian | 0:0      | Easter Road        | 20.419    |
| 286. | Scottish Premiership 2021/22      | 9. Apr. 2022  | Heart of Midlothian | Hibernian Edinburgh | 3:1      | Tynecastle Park    | 19.041    |
| 287. | Scottish Premiership 2022/23      | 7. Aug. 2022  | Hibernian Edinburgh | Heart of Midlothian | 1:1      | Easter Road        | 20.179    |
| 288. | Scottish Premiership 2022/23      | 2. Jan. 2023  | Heart of Midlothian | Hibernian Edinburgh | 3:0      | Tynecastle Park    | 18.980    |
| 289. | Scottish Premiership 2022/23      | 15. Apr. 2023 | Hibernian Edinburgh | Heart of Midlothian | 1:0      | Easter Road        | 20.132    |
| 290. | Scottish Premiership 2022/23      | 27. Mai 2023  | Heart of Midlothian | Hibernian Edinburgh | 1:1      | Tynecastle Park    | 18.971    |
| 291. | Scottish Premiership 2023/24      | 7. Okt. 2023  | Heart of Midlothian | Hibernian Edinburgh | 2:2      | Tynecastle Park    | 18.675    |
| 292. | Scottish Premiership 2023/24      | 27. Dez. 2023 | Hibernian Edinburgh | Heart of Midlothian | 0:1      | Easter Road        | 20.150    |
| 293. | Scottish Premiership 2023/24      | 28. Feb. 2024 | Heart of Midlothian | Hibernian Edinburgh | 1:1      | Tynecastle Park    | 18.936    |
| 294. | Scottish Premiership 2024/25      | 27. Okt. 2024 | Hibernian Edinburgh | Heart of Midlothian | 1:1      | Easter Road        | 20.011    |
| 295. | Scottish Premiership 2024/25      | 26. Dez. 2024 | Heart of Midlothian | Hibernian Edinburgh | 1:2      | Tynecastle Park    | 18.726    |
| 296. | Scottish Premiership 2024/25      | 2. März 2025  | Hibernian Edinburgh | Heart of Midlothian | 2:1      | Easter Road        | 19.873    |

## Spiele im Scottish FA Cup
| Nr.  | Saison                    | Runde         | Datum         | Mannschaft 1        | Mannschaft 2        | Ergebnis  | Austragungsort     | Zuschauer                           |
| ---- | ------------------------- | ------------- | ------------- | ------------------- | ------------------- | --------- | ------------------ | ----------------------------------- |
| 01.  | Scottish FA Cup 1877/78   | 1. Runde      | 29. Sep. 1877 | Heart of Midlothian | Hibernian Edinburgh | 0:0       | East Meadows       | ?                                   |
| 02.  | Scottish FA Cup 1877/78   | 1. Runde      | 6. Okt. 1877  | Heart of Midlothian | Hibernian Edinburgh | 1:2       | East Meadows       | 1.200                               |
| 03.  | Scottish FA Cup 1879/80   | 3. Runde      | 15. Nov. 1879 | Hibernian Edinburgh | Heart of Midlothian | 2:1       | Mayfield Park      | 2.500                               |
| 04.  | Scottish FA Cup 1880/81   | 3. Runde      | 23. Okt. 1880 | Heart of Midlothian | Hibernian Edinburgh | 5:3       | Powderhall         | 5.000                               |
| 05.  | Scottish FA Cup 1883/84   | 3. Runde      | 20. Okt. 1883 | Heart of Midlothian | Hibernian Edinburgh | 1:4       | Old Tynecastle     | 6.000                               |
| 06.  | Scottish FA Cup 1885/86   | 2. Runde      | 3. Okt. 1885  | Hibernian Edinburgh | Heart of Midlothian | 2:1       | Hibernian Park     | 4.000                               |
| 07.  | Scottish FA Cup 1886/87   | 3. Runde      | 23. Okt. 1886 | Hibernian Edinburgh | Heart of Midlothian | 5:1       | Hibernian Park     | 7.000                               |
| 08.  | Scottish FA Cup 1887/88   | 3. Runde      | 15. Okt. 1887 | Heart of Midlothian | Hibernian Edinburgh | 1:1       | Tynecastle Stadium | 6.000                               |
| 09.  | Scottish FA Cup 1887/88   | 3. Runde      | 22. Okt. 1887 | Hibernian Edinburgh | Heart of Midlothian | 1:3       | Hibernian Park     | 8.500                               |
| 010. | Scottish FA Cup 1895/96   | Finale        | 14. März 1896 | Heart of Midlothian | Hibernian Edinburgh | 3:1       | Logie Green        | 17.034                              |
| 011. | Scottish FA Cup 1899/1900 | 2. Runde      | 27. Jan. 1900 | Heart of Midlothian | Hibernian Edinburgh | 1:1       | Tynecastle Stadium | 14.000                              |
| 012. | Scottish FA Cup 1899/1900 | 2. Runde      | 3. Feb. 1900  | Hibernian Edinburgh | Heart of Midlothian | 1:2       | Easter Road        | 12.000                              |
| 013. | Scottish FA Cup 1900/01   | Halbfinale    | 9. März 1901  | Heart of Midlothian | Hibernian Edinburgh | 1:1       | Tynecastle Stadium | 19.500                              |
| 014. | Scottish FA Cup 1900/01   | Halbfinale    | 23. März 1901 | Hibernian Edinburgh | Heart of Midlothian | 1:2       | Easter Road        | 18.000                              |
| 015. | Scottish FA Cup 1909/10   | 3. Runde      | 19. Feb. 1910 | Hibernian Edinburgh | Heart of Midlothian | abg.      | Easter Road        | 30.000                              |
| 016. | Scottish FA Cup 1909/10   | 3. Runde      | 26. Feb. 1910 | Heart of Midlothian | Hibernian Edinburgh | 0:1       | Tynecastle Stadium | 25.000                              |
| 017. | Scottish FA Cup 1911/12   | 1. Runde      | 27. Jan. 1912 | Heart of Midlothian | Hibernian Edinburgh | 0:0       | Tynecastle Stadium | 32.000                              |
| 018. | Scottish FA Cup 1911/12   | 1. Runde      | 10. Feb. 1912 | Hibernian Edinburgh | Heart of Midlothian | 1:1       | Easter Road        | 18.000                              |
| 019. | Scottish FA Cup 1911/12   | 1. Runde      | 14. Feb. 1912 | Heart of Midlothian | Hibernian Edinburgh | 3:1       | Ibrox Park         | 25.000                              |
| 020. | Scottish FA Cup 1929/30   | 3. Runde      | 15. Feb. 1930 | Hibernian Edinburgh | Heart of Midlothian | 1:3       | Easter Road        | 28.000                              |
| 021. | Scottish FA Cup 1932/33   | Viertelfinale | 4. März 1933  | Hibernian Edinburgh | Heart of Midlothian | 0:0       | Easter Road        | 33.579                              |
| 022. | Scottish FA Cup 1932/33   | Viertelfinale | 8. März 1933  | Heart of Midlothian | Hibernian Edinburgh | 2:0       | Tynecastle Stadium | 41.034                              |
| 023. | Scottish FA Cup 1954/55   | 5. Runde      | 5. Feb. 1955  | Heart of Midlothian | Hibernian Edinburgh | 5:0       | Tynecastle Stadium | 45.770                              |
| 024. | Scottish FA Cup 1957/58   | Viertelfinale | 1. März 1958  | Heart of Midlothian | Hibernian Edinburgh | 3:4       | Tynecastle Stadium | 41.666                              |
| 025. | Scottish FA Cup 1965/66   | 2. Runde      | 21. Feb. 1966 | Heart of Midlothian | Hibernian Edinburgh | 2:1       | Tynecastle Stadium | 31.224                              |
| 026. | Scottish FA Cup 1970/71   | 2. Runde      | 13. Feb. 1971 | Heart of Midlothian | Hibernian Edinburgh | 1:2       | Tynecastle Stadium | 30.450                              |
| 027. | Scottish FA Cup 1978/79   | Viertelfinale | 10. März 1979 | Hibernian Edinburgh | Heart of Midlothian | 2:1       | Easter Road        | 22.618                              |
| 028. | Scottish FA Cup 1993/94   | 4. Runde      | 20. Feb. 1994 | Hibernian Edinburgh | Heart of Midlothian | 1:2       | Easter Road        | 20.953                              |
| 029. | Scottish FA Cup 2005/06   | Halbfinale    | 2. Apr. 2006  | Heart of Midlothian | Hibernian Edinburgh | 4:0       | Hampden Park       | 43.180                              |
| 030. | Scottish FA Cup 2008/09   | 4. Runde      | 11. Jan. 2009 | Hibernian Edinburgh | Heart of Midlothian | 0:2       | Easter Road        | 14.837                              |
| 031. | Scottish FA Cup 2011/12   | Finale        | 19. Mai 2012  | Heart of Midlothian | Hibernian Edinburgh | 5:1       | Hampden Park       | 51.041                              |
| 032. | Scottish FA Cup 2012/13   | 4. Runde      | 2. Dez. 2012  | Hibernian Edinburgh | Heart of Midlothian | 1:0       | Easter Road        | 17.052                              |
| 033. | Scottish FA Cup 2015/16   | Achtelfinale  | 7. Feb. 2016  | Heart of Midlothian | Hibernian Edinburgh | 2:2       | Tynecastle Stadium | 16.845                              |
| 034. | Scottish FA Cup 2015/16   | Achtelfinale  | 16. Feb. 2016 | Hibernian Edinburgh | Heart of Midlothian | 1:0       | Easter Road        | 19.433                              |
| 035. | Scottish FA Cup 2016/17   | Achtelfinale  | 12. Feb. 2017 | Heart of Midlothian | Hibernian Edinburgh | 0:0       | Tynecastle Stadium | 16.971                              |
| 036. | Scottish FA Cup 2016/17   | Achtelfinale  | 22. Feb. 2017 | Hibernian Edinburgh | Heart of Midlothian | 3:1       | Easter Road        | 20.205                              |
| 037. | Scottish FA Cup 2017/18   | 4. Runde      | 21. Jan. 2018 | Heart of Midlothian | Hibernian Edinburgh | 1:0       | Tynecastle Park    | 18.709                              |
| 038. | Scottish FA Cup 2019/20   | Halbfinale    | 31. Okt. 2020 | Heart of Midlothian | Hibernian Edinburgh | 2:1 n. V. | Hampden Park       | Unter Ausschluss der Öffentlichkeit |
| 039. | Scottish FA Cup 2021/22   | Halbfinale    | 16. Apr. 2022 | Heart of Midlothian | Hibernian Edinburgh | 2:1       | Hampden Park       | 37.783                              |
| 040. | Scottish FA Cup 2022/23   | 4. Runde      | 22. Jan. 2023 | Hibernian Edinburgh | Heart of Midlothian | 0:3       | Easter Road        | 18.622                              |

## Spiele im Scottish League Cup
| Nr.  | Saison                      | Runde         | Datum         | Mannschaft 1        | Mannschaft 2        | Ergebnis | Austragungsort     | Zuschauer |
| ---- | --------------------------- | ------------- | ------------- | ------------------- | ------------------- | -------- | ------------------ | --------- |
| 001. | Scottish League Cup 1947/48 | Gruppenphase  | 9. Aug. 1947  | Hibernian Edinburgh | Heart of Midlothian | 1:2      | Easter Road        | 43.000    |
| 002. | Scottish League Cup 1947/48 | Gruppenphase  | 30. Aug. 1947 | Heart of Midlothian | Hibernian Edinburgh | 2:1      | Tynecastle Stadium | 39.268    |
| 003. | Scottish League Cup 1956/57 | Gruppenphase  | 11. Aug. 1956 | Heart of Midlothian | Hibernian Edinburgh | 6:1      | Tynecastle Stadium | 42.000    |
| 004. | Scottish League Cup 1956/57 | Gruppenphase  | 25. Aug. 1956 | Hibernian Edinburgh | Heart of Midlothian | 1:2      | Easter Road        | 40.000    |
| 005. | Scottish League Cup 2006/07 | Viertelfinale | 8. Nov. 2006  | Hibernian Edinburgh | Heart of Midlothian | 1:0      | Easter Road        | 15.825    |
| 006. | Scottish League Cup 2013/14 | Viertelfinale | 30. Okt. 2013 | Hibernian Edinburgh | Heart of Midlothian | 0:1      | Easter Road        | 16.797    |